# Déclaration des droits de l'homme et du citoyen de 1789
Pour les articles homonymes, voir Déclaration des droits de l'homme et du citoyen.
Lire en ligne

Texte sur Wikisource

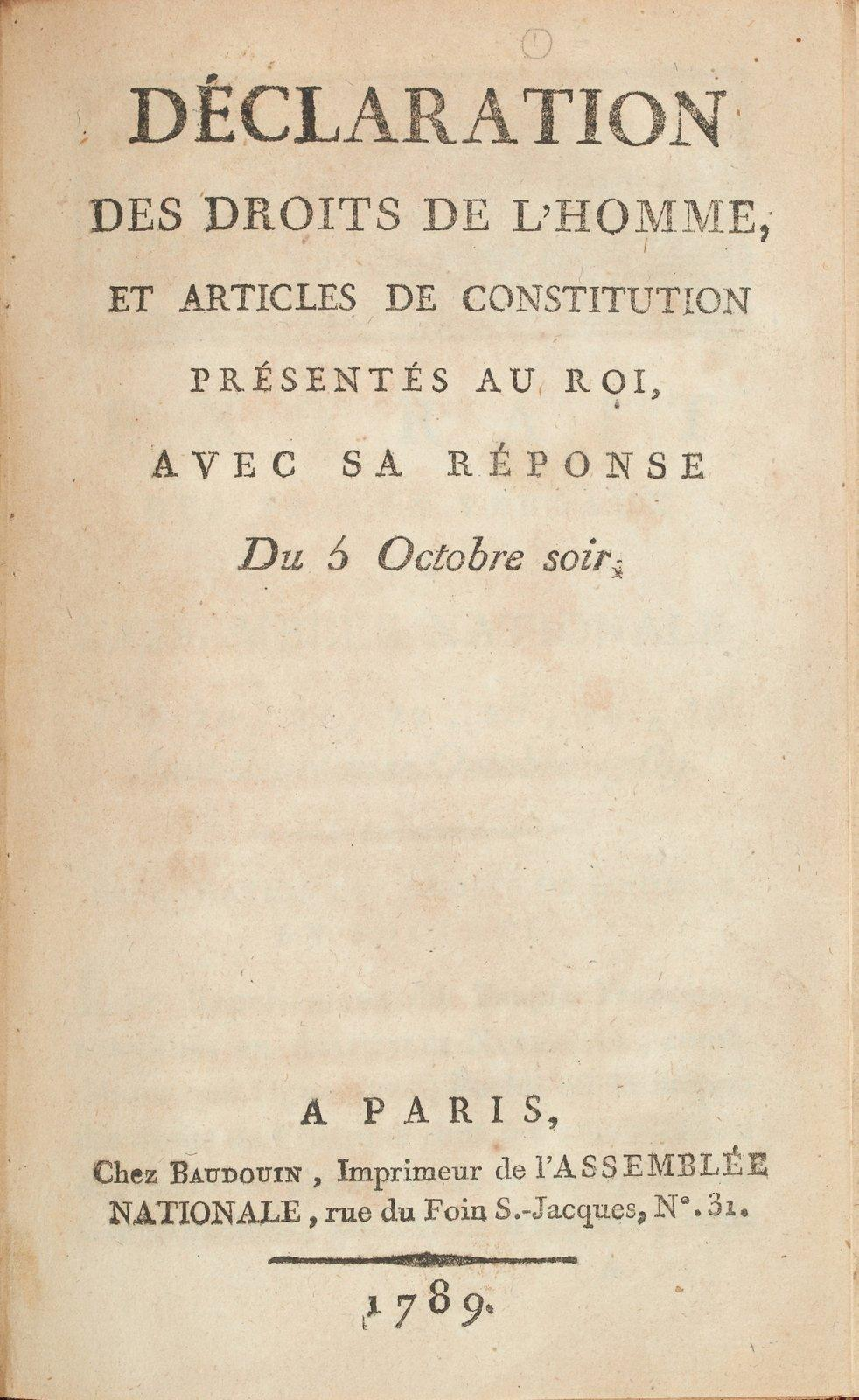
Page de grand titre de l'édition originale.

La Déclaration des droits de l'homme et du citoyen de 1789 (parfois abrégée en DDHC) est un texte fondamental de la Révolution française qui énonce un ensemble de droits naturels individuels et communs, ainsi que les conditions de leur mise en œuvre. Ses derniers articles sont adoptés le 26 août 1789.
La Déclaration est un des trois textes visés par le préambule de la Constitution française du 4 octobre 1958. Sa valeur constitutionnelle est reconnue par le Conseil constitutionnel depuis 1971. Ses dispositions font donc partie du droit positif français, et se placent au plus haut niveau de la hiérarchie des normes en France.

## Histoire

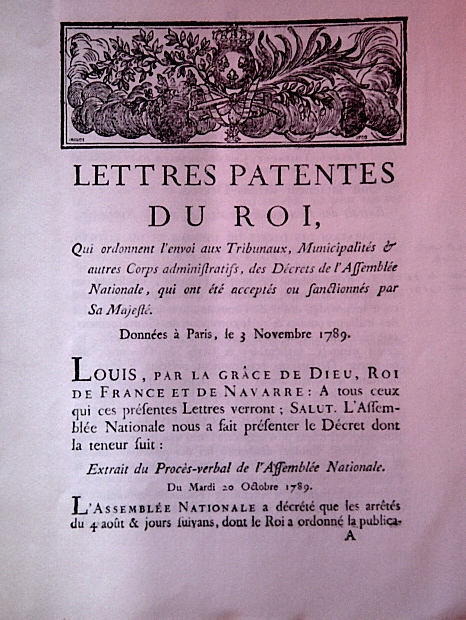
Lettres patentes de Louis XVI donnant en 1789 la Déclaration des droits de l’homme et du citoyen.

L’Assemblée du tiers état, réunie à Versailles par la convocation des États généraux pour trouver une solution fiscale au déficit de l’État et passer outre au refus des parlements régionaux, se déclare Assemblée nationale en réunissant le 17 juin 1789 les trois ordres dont elle décide l'abolition, puis s’institue Assemblée constituante, et décide de rédiger une déclaration des principes fondamentaux à partir desquels sera établie une nouvelle Constitution. Elle se réunit pour cela après avoir pris les décrets des 4, 6, 7, 8 et 11 août 1789 sur la suppression des droits féodaux, qu’elle reprendra dans l’article 1.

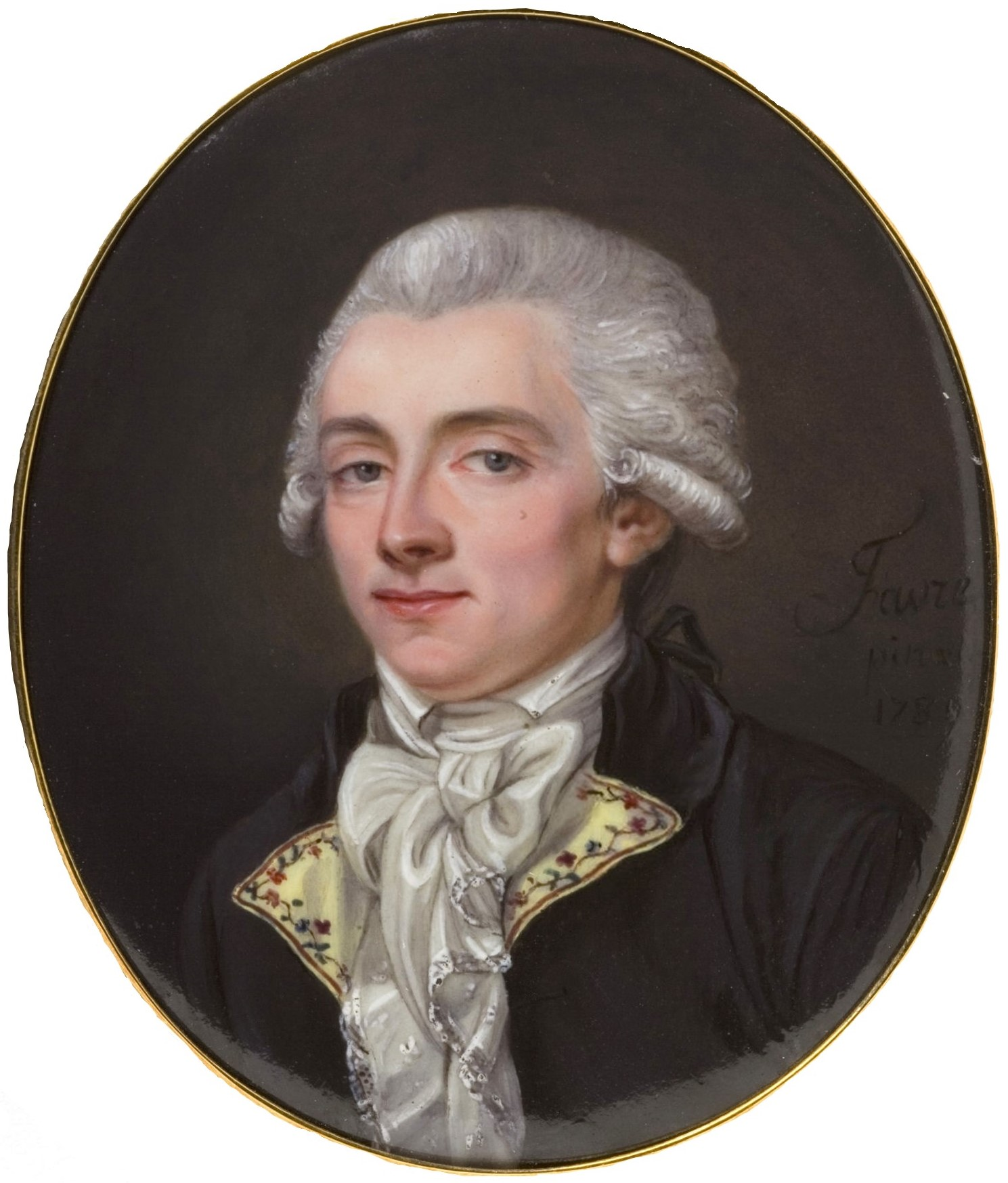
Jean-Joseph Mounier, député du Dauphiné.

Le 9 juillet 1789, Jean-Joseph Mounier, député du Dauphiné, propose que la Constitution soit précédée d'une Déclaration,,. De nombreux députés rédigent des projets de déclaration : le premier est de La Fayette, (dont on dira que les projets ultérieurs ne sont que le commentaire), puis vinrent ceux de Target, Mounier, Mirabeau, Sieyès et Gouges-Cartou.
Le 4 août 1789, la Constituante décrète que la Constitution sera précédée d'une déclaration des droits. Ce sera aussi le 
jour de l'abolition des privilèges.
Le 12 août 1789, la Constituante décide la création d'un comité de cinq députés chargés d'examiner les différents projets de déclaration, les fondre en un seul et de présenter celui-ci dès le 17 août 1789. Le 13 août, elle procède à l'élection de ses membres : Démeunier, La Luzerne, Tronchet, Mirabeau et Redon. Le comité s'acquitte de sa tâche : le 17 août, il présente un projet de déclaration des droits de l'homme en société en dix-neuf articles précédés d'un préambule.
Le 19 août 1789, la Constituante décide que le texte de la Déclaration sera discuté, article par article, à partir d'un projet de vingt-quatre articles proposé par le sixième bureau, dirigé par Jérôme Champion de Cicé,,. Ce projet sera modifié en profondeur au cours des débats. L’abbé Grégoire proposait que la Déclaration des droits de l’homme et du citoyen fût accompagnée de celle des devoirs.
Le texte a été voté article par article du 20 au 26 août 1789 par l'Assemblée constituante. Le 20 août 1789, elle en adopte le préambule et les trois premiers articles,, ; le 21, les articles 4 à 6,, ; le 22, les articles 7 à 9, ; le 23, l'article 10, ; le 24, les articles 11 à 13,, ; le 26, les quatre derniers articles,,,,.
La discussion s'interrompt le 26 août 1789 après l'adoption de l'article 17 relatif au droit de propriété, afin de laisser la place à la discussion des articles de la Constitution elle-même,.

Le 27 août, la Constituante adopte la motion suivante, proposée par Mougins de Rocquefort,, : 

« L'Assemblée nationale décrète qu'elle borne quant à présent la Déclaration des droits de l'homme et du citoyen aux dix-sept articles qu'elle a arrêtés, et qu'elle va procéder sans délai à fixer la Constitution de la France pour assurer la prospérité publique, sauf à ajouter après le travail de la Constitution les articles qu'elle croirait nécessaires pour compléter la Déclaration des droits. »

Le 5 octobre 1789, sous la pression de l'émeute, Louis XVI accepte la Déclaration ainsi que les dix-neuf articles de la Constitution déjà adoptés par la Constituante.
Promulguée par le roi par des lettres patentes données à Paris, le 3 novembre 1789, cette Déclaration des Droits de l'homme et du citoyen qui comportait dix-sept articles, suivie des dix-neuf articles de la Constitution et d'un certain nombre de décrets de l'Assemblée nationale pris entre celui du 4 août qui « détruit entièrement le régime féodal » et celui du 3 novembre 1789 qui décrète « que tous les parlements du royaume continueront de rester en vacance », est la dernière ordonnance royale. Le 17 novembre, ces lettres patentes sont enregistrées au Parlement et à la chambre des comptes de Paris.
La Déclaration est le préambule de la constitution de 1789, et restera celui de la Constitution de 1791.

## Sources

### Origine des articles

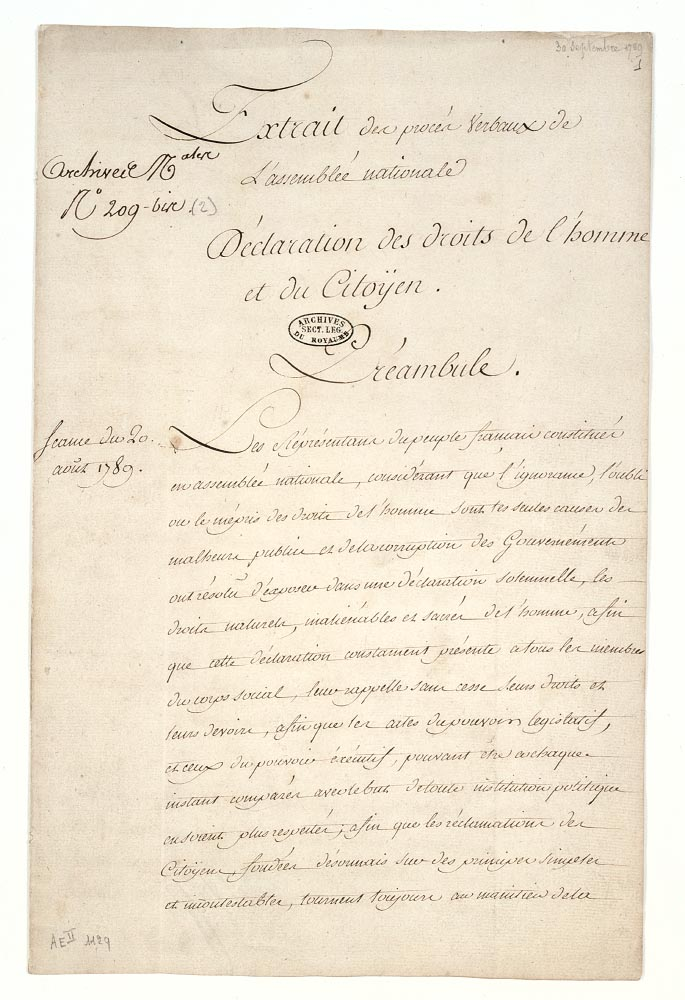
Préambule de la Déclaration des droits de l'homme et du citoyen de 1789 (Archives nationales).

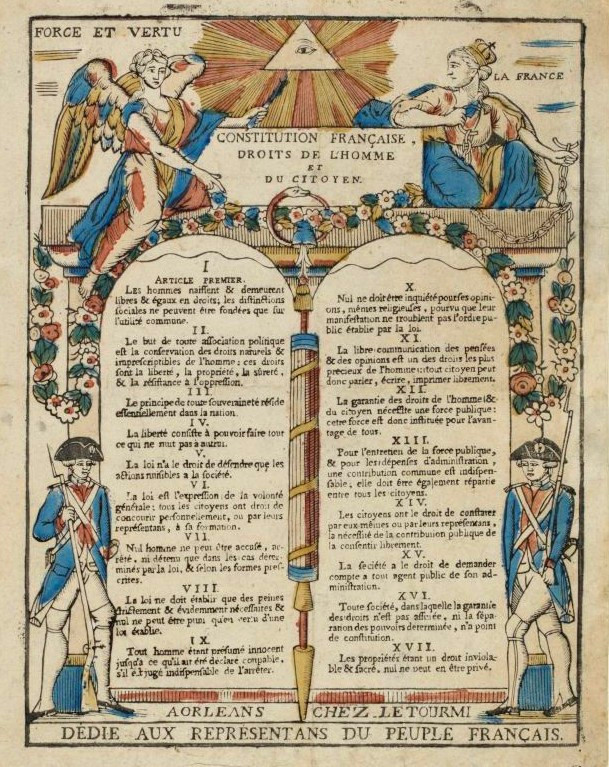
Estampe des 17 articles des Droits de l'Homme et du citoyen de 1789 (musée de la Révolution française).

Le Préambule, ajouté au projet de Champion de Cicé, a été rédigé par Mirabeau et Jean-Joseph Mounier,, député du tiers état qui avait fait adopter le serment du Jeu de Paume, tous deux monarchiens, c'est-à-dire partisans d'une monarchie constitutionnelle à l'anglaise.
Tandis que le texte du sixième bureau se plaçait « en présence du suprême législateur de l'univers », l'invocation de l'« Être suprême » a été ajoutée au cours de la séance du 20 août.
Le texte de l'article 1, « Les hommes naissent et demeurent libres et égaux en droits », synthétise les décrets des 4, 6, 7, 8 et 11 août 1789, abolissant la société d’ordres.
L'article 2 proclame quatre « droits naturels et imprescriptibles de l'homme », à savoir la liberté, la propriété, la sûreté et la résistance à l'oppression. Mais il s'avère difficile d'en trouver l'origine exacte, étant donné l'hétérogénéité des théories du contrat social, et le flou qui entoure la notion même de droit naturel qui, comme le reconnaissait Denis Diderot, auteur de l'article correspondant dans l'Encyclopédie, « est une des plus importantes et des plus difficiles à déterminer ». Sans trop s'avancer, on peut affirmer que la liberté est liée à la notion de libre-arbitre d'Augustin d'Hippone, plus connu sous le nom de Saint Augustin, (début du Ve siècle), et la propriété avait été étudiée, après d'autres auteurs beaucoup plus anciens, par John Locke dans son Traité du gouvernement civil (1690).
L'article 3, qui attribue la souveraineté à la Nation, s'inspire des thèmes des remontrances des Parlements, portées par les nombreux membres du club des Amis de la Constitution, plus connu sous le nom de Club des Jacobins, mais aussi du célèbre pamphlet de l'abbé Sieyès, qui propose de confier la souveraineté à la nation, entité abstraite et distincte de la personne physique qui la dirige.
L'article 6, directement inspiré de l'œuvre du philosophe Jean-Jacques Rousseau, a été proposé par Talleyrand. Lu à la tribune du comité de constitution le 21 août 1789, ce qui deviendra l’article 6 de la déclaration des droits prenait la forme suivante : « La loi étant l’expression de la volonté générale, tous les citoyens ont droit de concourir personnellement ou par représentation à sa formation ; elle doit être la même pour tous ».
Les articles 7, 8, 9 (non rétroactivité des lois pénales) sont dus au marquis de Bonnay.
L'article 10 garantissant la liberté d'opinion est introduit à l'initiative du marquis de Bonnay.
L'article 11 est proposé par le duc Louis Alexandre de La Rochefoucauld d’Enville (1743 - tué le 4 septembre 1792 par des volontaires qui faisaient la chasse aux aristocrates).
L’article 16, associant Constitution et organisation de la séparation des pouvoirs, est un principe antérieurement admis avec la séparation des ordres spirituel, politique et économique. Mais les trois pouvoirs politiques auxquels renvoie implicitement cet article, à savoir le législatif, l’exécutif et le judiciaire, relèvent notamment de la conception proposée par Montesquieu depuis 1748 dans De l'esprit des lois.
Les autres articles affirment certains principes généraux du droit ou de la procédure tels que la positivité du droit, le caractère contradictoire des procédures.
C’est une œuvre de circonstance, une proclamation générale, un texte tourné vers le passé avec pour objectif d'en finir avec l'Ancien Régime ; mais également un texte tourné vers l’avenir en promouvant la philosophie des Lumières et son idéal rationaliste.

### Société des amis des droits de l'homme et du citoyen
Une société politique est fondée sous ce nom à Paris le 27 avril 1790 pour défendre et développer les principes des droits de l'homme. Elle est plus connue sous l'appellation de club des Cordeliers, à cause de l'ancien couvent où elle tenait ses réunions à Paris.

### Influence de la révolution américaine

La Déclaration des Droits américaine de 1791.

La révolution américaine, qui a précédé la Révolution française, a influencé les débats de l'Assemblée constituante française autour de la Déclaration des Droits de l'homme et du citoyen. Parmi les députés, siégeaient en effet treize hommes qui étaient allés en Amérique du Nord ou qui admiraient la révolution américaine : ce groupe informel des « Américains » est constitué des nobles envoyés en Amérique, comme officiers, par le roi Louis XVI pour soutenir la guerre d'indépendance américaine. Il comprenait le marquis de La Fayette, le vicomte de Noailles (qui proposa la fin des privilèges et des droits seigneuriaux le 4 août 1789), les frères Lameth, le marquis de Ségur, le comte Mathieu de Montmorency, le duc de La Rochefoucauld d'Enville (qui traduit la Constitution américaine de 1787 en français) ; on peut ajouter le marquis de Condorcet qui avait publié en 1786, en le dédiant au Marquis de Lafayette, De l’influence de la révolution d’Amérique sur les opinions et la législation de l’Europe. Il écrit notamment : « …ceux qui, par leur exemple ou par leurs leçons, indiquent à chaque législateur les lois qu'il doit faire, deviennent après lui les premiers bienfaiteurs des peuples (p. 21) », l'influence américaine est surtout l'exemple de la mise en œuvre de principes révolutionnaires énoncés dans sa déclaration d'indépendance, Condorcet admettant, en introduction, que ces principes sont issus des philosophes européens.
La Déclaration française peut être rapprochée du préambule de la Déclaration d'indépendance des États-Unis de 1776, en particulier « tous les hommes sont créés égaux ; ils sont doués par le Créateur de certains droits inaliénables ; parmi ces droits se trouvent la vie, la liberté et la recherche du bonheur ».
De son côté, la Déclaration des droits de l'homme et du citoyen pose dans son article 1 que « tous les hommes naissent et demeurent libres et égaux » et dans son article 2 que « Le but de toute association politique est la conservation des droits naturels et imprescriptibles de l'homme. Ces droits sont la liberté, la propriété, la sûreté, et la résistance à l'oppression. » On a bien dans les deux textes la déclaration de droits inaliénables ou imprescriptibles, c'est la même chose, il y a un droit qui est commun : la liberté, mais en Amérique il y a deux autres droits qui sont le droit à la vie et le droit au bonheur qui sont ignorés dans la déclaration française qui en propose trois autres : la propriété, la sûreté et la résistance à l'oppression.
Les députés américains n'ont pas semblé plus gênés que leurs homologues français par l'inégalité de naissance que constitue la condition de l'esclavage.
Philippe Joutard souligne plus particulièrement la ressemblance entre les trois premiers articles de la Déclaration des droits de l'homme et du citoyen, « les plus célèbres », et les deux premiers articles de la Déclaration des droits de l'État de Virginie, qui a elle-même « directement et clairement inspiré les débuts de la Déclaration d'indépendance américaine ». Il souligne également que « si de multiples expressions et concepts évoquent les droits virginiens, la tonalité générale est différente. Osons le dire, la Déclaration française est beaucoup plus timorée en matière d'affirmation d'une liberté qui doit être soigneusement encadrée ».
Par ailleurs, la révolution américaine présente de nombreuses différences avec la Révolution française. Elle recouvre principalement les événements liés à l'indépendance américaine vis-à-vis de la monarchie britannique, dont le principal facteur déclenchant est un refus du montant de taxes jugées injustes selon le slogan « No taxation without representation ». Les treize colonies à l'origine de la guerre d'indépendance ne sont unifiées que depuis 1775. Lorsque la première constitution américaine est rédigée, celle de Virginie, elle s'inspire, de la déclaration des droits de 1689 et des travaux des philosophes britanniques (John Locke, Henry Home, Thomas Hobbes) ainsi que des philosophes des lumières (Charles de Montesquieu), qu'ont lu les acteurs de la révolution américaine, tels que Benjamin Franklin ou Thomas Jefferson. La constitution fédérale américaine de 1787, qui a rejeté l'incorporation d'une déclaration des droits, est une première application limitée de ces nouveaux principes philosophiques. C'est en ce sens pratique qu’elle a pu influencer la déclaration française. La fin de sa ratification par les treize États américains date du 29 mai 1790, soit après la date de la déclaration des droits de l'homme et du citoyen. L'incorporation des principaux droits individuels à la constitution des États-Unis fait l'objet d'une déclaration des droits, qui a été incorporée à la constitution sous forme d'amendements en 1791 (date de la ratification), soit deux ans après la déclaration française des droits de l'homme. De plus, ces droits sont spécifiquement énoncés, pour contrebalancer le pouvoir du gouvernement fédéral, ils ne concernent pas les États américains. Ce n'est qu'au XXe siècle que cette position de principe a été revue. La perspective américaine (qui se réfère à la Common law Britannique) est assez différente de la perspective positiviste et globalisante française[pas clair].

### Controverse entre Jellinek et les historiens français
La question des sources de la Déclaration française a suscité une controverse empreinte de nationalisme au sein de l’historiographie. Dans une brochure de 1895, le constitutionnaliste allemand Georg Jellinek présentait l’œuvre française comme une simple héritière des Déclarations anglo-saxonnes (Pétition des droits, Déclaration des droits), elles-mêmes inspirées du protestantisme luthérien. Traduite en français en 1902, dans un contexte de montée des tensions entre France et Allemagne, elle donnera lieu à une réplique aussi peu nuancée, portée par l’un des fondateurs de l’École libre des sciences politiques en 1872, Émile Boutmy (lui-même protestant) : la Déclaration des droits de l’homme et du citoyen serait bien le fruit du génie français, nourri de la philosophie des Lumières et de Rousseau.

## Travaux préparatoires
Pendant les travaux préparatoires, plusieurs articles sont proposés et ne sont pas retenus.
Honoré-Gabriel Riqueti de Mirabeau propose en particulier un article sur le « droit naturel qu'a tout citoyen d'être armé ». Cet article 10 déclarait que « Tout citoyen a le droit d'avoir chez lui des armes et de s'en servir, soit pour la défense commune, soit pour sa propre défense contre toute agression illégale qui mettrait en péril la vie, les membres, ou la liberté d'un ou de plusieurs citoyens ». La proposition fut rejetée comme par le comité préparatoire comme étant évident de nature, l'absence de ce droit pouvant mener à une inégalité entre les citoyens armés et ceux désarmés étant une forme de tyrannie.
Le député Franck Marlin rappelait, en février 2007, dans l'exposé des motifs d'une proposition de loi déposée à l'Assemblée nationale, que « les membres du Comité ont considéré à l'unanimité que "le droit déclaré dans l’article X non retenu était évident de sa nature, et l’un des principaux garants de la liberté politique et civile que nulle autre institution ne peut le suppléer" ».

## Contenu

### Analyse générale
La Déclaration comporte un préambule et dix-sept articles, qui mêlent des dispositions concernant les droits de plusieurs catégories juridiques de personnes :
- les « droits des hommes » (tous les hommes, français, étrangers, prisonniers, ennemis)[N 4], qui reprennent des dispositions du droit des gens,
- les « droits des citoyens » (sous-entendu les citoyens français)[N 5], qui définissent les droits civiques, rappellent ou renforcent les libertés publiques,
- et les « droits de la Nation » (la Société)[N 6] ; ils comportent la souveraineté, le droit de faire des lois, d'organiser la force publique, de voter les contributions, d'avoir une représentation, de demander des comptes à ses agents, de diviser les pouvoirs publics, et sont à proprement parler constituants, au sens où ils organisent les différents pouvoirs entre eux[44].

### Préambule
La Déclaration pose les principes de la société, base de la nouvelle légitimité. Chaque article condamne les institutions et les pratiques de l’Ancien Régime (absolutisme, administration centralisée) : « Le principe de toute souveraineté réside essentiellement dans la nation. » La Déclaration des droits de l'homme et du citoyen légitime la rébellion des députés contre la royauté en déclarant, comme quatrième droit imprescriptible de l’homme, la « résistance à l’oppression ».
Les constituants déclarent dans le préambule les droits qui appartiennent à tout individu de par la nature même, ce ne sont pas des droits créés ou accordés par les révolutionnaires et qui pourraient être perdus, mais des droits naturels constatés et imprescriptibles, qui sont au nombre de quatre, énumérés dans l'Article deux.

### Contenu des articles

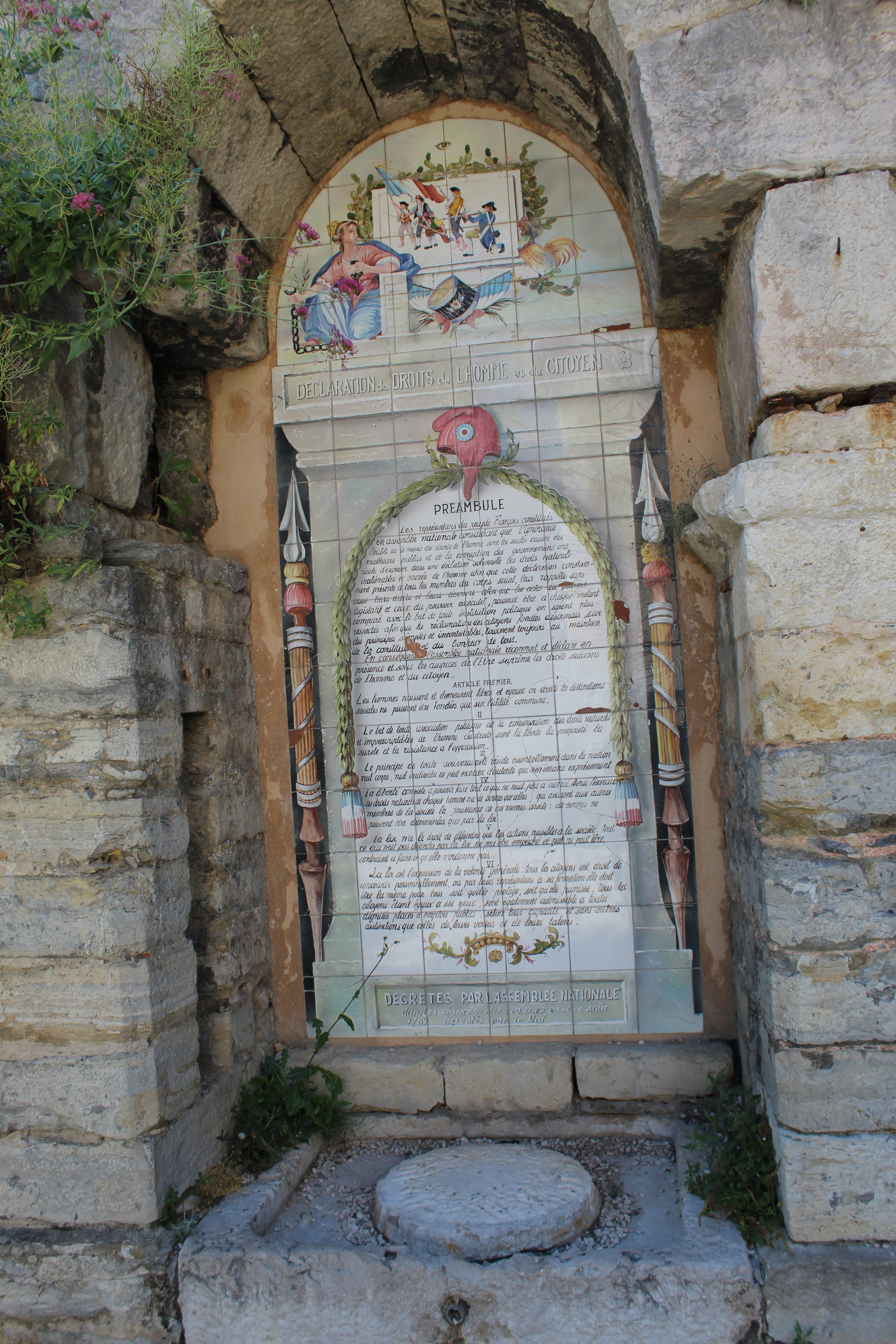
Panneau de céramique près du monument aux morts présentant la Déclaration des Droits de l'Homme et du Citoyen à Barjols, dans le Var.

#### Article 1
L’article 1 énonce le principe d’égalité selon lequel « Les hommes naissent et demeurent libres et égaux en droits. Les distinctions sociales ne peuvent être fondées que sur l’utilité commune. » C’est à la fois l’aboutissement et la principale requête du programme révolutionnaire, à savoir l’abolition de la société d’ordres et de privilèges de l’Ancien régime.
L’égalité est affirmée en tant que principe régissant l'attribution des droits, avec comme conséquences l’égalité devant l’impôt à l’article 13 (satisfaction des revendications dans les cahiers de doléances) et plus généralement l’égalité face à la loi à l’article 6 (égalité dans l’accès aux charges publiques sans autres distinctions que les capacités individuelles).
Le principe d'égalité se retrouve constamment repris dans la législation révolutionnaire et républicaine, puis dans les déclarations de droits internationales, en s’étoffant :
- Décret du 29 février 1848 : « Considérant que l’égalité est un des trois grands principes de la République française ; qu’il doit en conséquence recevoir une application immédiate, […] Tous les anciens titres de noblesse sont abolis ; les qualifications qui s’y rattachaient sont interdites ; elles ne peuvent être prises publiquement ni figurer dans un acte public quelconque »[45] ;
- Constitution française de 1848, article 10 : « Tous les citoyens sont également admissibles à tous les emplois publics, sans autre motif de préférence que leur mérite, et suivant les conditions qui seront fixées par les lois. - Sont abolis à toujours tout titre nobiliaire, toute distinction de naissance, de classe ou de caste. »[46] ;
- Déclaration universelle des droits de l'homme du 10 décembre 1948, article 1 : « Tous les êtres humains naissent libres et égaux en dignité et en droits. Ils sont doués de raison et de conscience et doivent agir les uns envers les autres dans un esprit de fraternité »[47] ;
- Convention européenne de sauvegarde des droits de l’homme et des libertés fondamentales du 4 novembre 1950, article 14 : « La jouissance des droits et libertés reconnus dans la présente Convention doit être assurée, sans distinction aucune, fondée notamment sur le sexe, la race, la couleur, la langue, la religion, les opinions politiques ou toutes autres opinions, l'origine nationale ou sociale, l'appartenance à une minorité nationale, la fortune, la naissance ou toute autre situation. »[48] ;
- Pacte des Nations unies relatif aux droits civils et politiques 16 décembre 1966, article 4 : « 1. Dans le cas où un danger public exceptionnel menace l'existence de la nation et est proclamé par un acte officiel, les États parties au présent Pacte peuvent prendre, dans la stricte mesure où la situation l'exige, des mesures dérogeant aux obligations prévues dans le présent Pacte, sous réserve que ces mesures ne soient pas incompatibles avec les autres obligations que leur impose le droit international et qu'elles n'entraînent pas une discrimination fondée uniquement sur la race, la couleur, le sexe, la langue, la religion ou l'origine sociale. »[49] ;
- La Charte des droits fondamentaux de l’Union européenne du 18 décembre 2000, chap. III, article 21, point 1 : « Est interdite, toute discrimination fondée notamment sur le sexe, la race, la couleur, les origines ethniques ou sociales, les caractéristiques génétiques, la langue, la religion ou les convictions, les opinions politiques ou toute autre opinion, l'appartenance à une minorité nationale, la fortune, la naissance, un handicap, l'âge ou l'orientation sexuelle. »[50].

#### Article 2
L’article 2 rappelle que le but de toute association politique doit être « la conservation des droits naturels et imprescriptibles de l’homme ». Il énumère quatre droits identifiés par la philosophie des Lumières au XVIIIe siècle :
- la liberté[N 8] ;
- la propriété ;
- la sûreté ;
- la résistance à l'oppression.

Les droits naturels et imprescriptibles de la Déclaration de 1789 sont antérieurs aux pouvoirs établis, ils sont considérés comme applicables en tout temps et en tout lieu.
De nombreux articles sont consacrés à la liberté, énoncée en premier dans l'article 2 : l’article 1er (« Les hommes naissent et demeurent libres et égaux en droits », les articles 4 et 5 (qui cherchent à définir et à circonscrire la liberté, limitée seulement par la loi et définie par « tout ce qui ne nuit pas à autrui »), les articles 7, 8 et 9 (qui précisent les caractères de la liberté individuelle face au droit pénal : présomption d’innocence, obligation d'une motivation légale). Les articles 10 et 11 sur la liberté d'opinion, de presse et de conscience font de la liberté d'expression la première des libertés.
La propriété, « droit naturel et imprescriptible de l'homme » selon l’article 2 est, en outre, « inviolable et sacré[e] » (article 17). Selon cet article 17, « La propriété étant un droit inviolable et sacré, nul ne peut en être privé, si ce n'est lorsque la nécessité publique, légalement constatée, l'exige évidemment, et sous la condition d'une juste et préalable indemnité ».

#### Article 3
L'article 3 dispose que le principe de toute Souveraineté, donc l'autorité suprême (absolue et inconditionnée), réside essentiellement dans la Nation, c'est la souveraineté nationale. Elle ne peut être exercée par un despote, ni par une partie du peuple, ni par la somme de tous les individus.

#### Article 5
L'article 5 prescrit que la limitation de la liberté individuelle n’est admissible qu’à condition d’être inscrite dans une base légale, ce qui constitue l'une des pierres angulaires de l'État de droit. Les articles qui définissent le citoyen dans l’organisation du système politique sont beaucoup plus vagues, et orientés par la défiance vis-à-vis de l’Ancien Régime.

#### Article 6
L’article 6 est relatif à la loi et précise le principe d'égalité. Il précise que « la loi est l’expression de la volonté générale. [...] Tous les Citoyens étant égaux à ses yeux sont également admissibles à toutes dignités, places et emplois publics, selon leur capacité, et sans autre distinction que celle de leurs vertus et de leurs talents ».

#### Article 10
L'article 10 pose les principes de la liberté d'opinion, y compris au niveau des croyances religieuses, du moment que « leur manifestation ne trouble pas l'ordre public » établi par la loi

#### Article 15 à 17
Les articles 15 à 17 posent les principes fondamentaux de l'État de droit et de son fonctionnement.
L’article 15 dispose que les agents publics sont responsables de leur administration puisque la société a le droit de leur en demander compte.
L'article 16 pose le principe de la séparation des pouvoirs.

### Contexte de l'adoption de la Déclaration
Les Constituants manient des idées générales, des concepts théoriques, bien plus qu’ils ne cherchent à connaître les conditions concrètes de gouvernement d’un peuple. Ils ont posé des principes transcendants. La Déclaration des droits de l'homme et du citoyen a une valeur générale. Selon le mot de Jules Michelet, elle constitue le « credo du Nouvel Âge », mais rien n’est précisé quant à son application concrète ; ce sera le travail des législateurs. Ce texte sera révéré par tous les régimes se rattachant à la tradition républicaine.

## Critiques
Dès les premières années, la Déclaration des droits de l'homme et du citoyen a été critiquée. Ainsi, revenant dans ses Mémoires sur la période de son élaboration, le premier président de la constituante, Jean Sylvain Bailly précisait :

« la Déclaration des droits avait un grand nombre de partisans et quelques adversaires ; tous avaient raison et elle était à la fois nécessaire et dangereuse ; nécessaire pour marcher suivant l'ordre des idées politiques ; dangereuse pour le peuple qui se méprend facilement et qui ne sait pas qu'il n'y a point de droits sans devoirs ; que pour jouir des uns, il faut se soumettre aux autres. Il en devait naître une infinité de prétentions. »

Elle a été critiquée également en ce qu'elle nierait le particulier au profit d'un homme abstrait, universel et inexistant, et en second lieu au motif inverse qu'elle n'atteindrait pas réellement à l'universalité, mais correspondrait aux intérêts d'une classe ou d'une autre fraction de la société[réf. nécessaire],. On l’a aussi quelquefois décriée en la réduisant à « une péripétie réformiste, détournée de son sens initial par des démagogues obtus ».

### Critique de Proudhon
Dans Qu'est-ce que la propriété ?, publié en 1840, le précurseur anarchiste Pierre-Joseph Proudhon critique « la rhétorique des nouveaux législateurs » qui ont rédigé la Déclaration.

« Tous les hommes sont égaux par la nature et devant la loi ; déclaration ambiguë et redondante. Les hommes sont égaux par la nature : est-ce à dire qu'ils ont tous même taille, même beauté, même génie, même vertu ? Non : c'est donc l'égalité politique et civile qu'on a voulu désigner. Alors il suffisait de dire : Tous les hommes sont égaux devant la loi. Mais qu'est-ce que l'égalité devant la loi ? [La Déclaration] suppose une inégalité de fortunes et de rangs à côté de laquelle il est impossible de trouver l'ombre d'une égalité de droits. »

Proudhon en conclut donc que la Déclaration des droits laisse prospérer des inégalités, en opposition aux droits naturels qu'elle affirme dans son article premier :

« Cet édifiant article de la Déclaration des droits, […] suppose plusieurs sortes d'inégalités civiles, ce qui revient à dire d'inégalités devant la loi : inégalité de rangs, puisque les fonctions publiques ne sont recherchées que pour la considération et les émoluments qu'elles confèrent ; inégalité de fortunes, puisque si l'on avait voulu que les fortunes fussent égales, les emplois publics eussent été des devoirs, non des récompenses, inégalité de faveur, la loi ne définissant pas ce qu'elle entend par talents et vertus. »

Par la suite, il remet en cause la propriété de manière générale et premièrement considérée comme un droit naturel, aux côtés de la liberté, la sûreté et l'égalité, dans la Déclaration. Il prend l'exemple des impôts, qu'il reconnait comme essentiels pour subvenir aux charges du gouvernement, et se demande pourquoi le riche devrait payer plus que les pauvres. Selon son raisonnement, si la propriété est un droit naturel, la société tout entière doit la protéger ; or si l'État institue un impôt proportionnel, il se doit de rendre plus ou autant (sous la forme du service public ou autres) qu'il n'a pris sans quoi il n'y a pas d'égalité des droits et dans ce cas « la société n'est plus instituée pour défendre la propriété, mais pour en organiser la destruction ». Il finit par la conclusion que la propriété n'est pas un droit naturel.

### Critiques de Burke et de Bentham
Le philosophe et homme politique conservateur irlandais Edmund Burke a émis une critique retentissante de la Déclaration dans son texte de 1790 Reflections on the Revolution in France (Réflexions sur la Révolution en France). Burke est un partisan du droit naturel, bien qu'il juge qu'aucun droit de l'homme ne peut en être directement déduit. Dans son pamphlet, il dénonce la « fiction monstrueuse » que représente pour lui l'égalité, qui ne pourrait susciter que des « idées fausses et des attentes vaines ».
Le philosophe anglais Jeremy Bentham, du courant utilitariste, émet également une critique cinglante de la Déclaration, dans son ouvrage Anarchical Fallacies, écrit entre 1791 et 1795 (publié en français en 1816). Dans un passage mémorable, auquel on se réfère habituellement sous le titre « Nonsense upon Stilts » (comprendre « un non-sens sur des échasses »), il commente la Déclaration article par article sur un ton ironique et acerbe. Bentham, peut-être par simple gain d'arguments, refuse de lire la Déclaration comme un texte normatif, mais s'ingénie au contraire à la comprendre comme la constatation d'un état de fait. Ainsi, son propos demeure essentiellement rhétorique. Il y développe sa critique la plus connue sur le droit naturel : ce droit n'aurait aucune base ontologique, aucune existence réelle. « Ce qui n'a point d'existence ne peut être détruit – ce qui ne peut être détruit n'a besoin d'aucune chose pour le préserver de la destruction. Les droits naturels sont un simple non-sens : des droits naturels et imprescriptibles, un non-sens rhétorique – un non-sens sur des échasses ». Bentham est prêt à admettre la reconnaissance de droits subjectifs s'ils sont fondés sur le principe d'utilité. Il dénie pourtant toute légitimité « naturelle » aux droits de la Déclaration, qui ne seraient que le reflet des ardeurs de ceux qui les ont promus.
David Hume approuvera l'opinion de Bentham sur l'inexistence ontologique des droits naturels[réf. nécessaire].

### Critique marxiste
Karl Marx a dénoncé le caractère « formel » des droits garantis par la Déclaration, donnant la préférence à la recherche de l'« égalité réelle » des citoyens. La condition des prolétaires au XIXe siècle montrerait qu'ils n'ont guère bénéficié de l'effet de cette déclaration, qui ne prévoyait pas de moyens effectifs pour permettre l'amélioration de la condition ouvrière, et mettait en place des droits qui étaient en théorie au profit de tous alors que seule une minorité pouvait les exercer à son profit exclusif.
Ainsi la Déclaration est dénoncée par Marx dans La Question juive comme représentant les intérêts de la classe bourgeoise individualiste, qui a rédigé la Déclaration à l'Assemblée nationale constituante ; c'est particulièrement le cas de la sanctification du droit de propriété, dans l'article 17.
La Déclaration de 1789 a aussi été critiquée par les Montagnards, principaux auteurs de la Déclaration de 1793, qui met des limites au droit de propriété privée et donne plus de pouvoir au peuple. Ce n'était pas suffisant pour Babeuf et la « conjuration des Égaux », considéré comme le premier mouvement d'inspiration socialiste, qui demandent en 1795 la collectivisation des terres et des moyens de production pour mettre en œuvre « l'égalité parfaite ». Ils demandent aussi la mise en œuvre de la Constitution de l'an I, ou constitution montagnarde, qui prévoyait notamment le suffrage universel masculin.

### Critique féministe
Olympe de Gouges écrit en 1791 la Déclaration des droits de la femme et de la citoyenne, pastiche de la Déclaration de 1789. Elle critique par ce texte l'application juridique et politique de la Déclaration aux seuls hommes. Elle tente, sans succès, de le soumettre à l'approbation de l'Assemblée.
Olympe de Gouges est guillotinée le 3 novembre 1793 pour avoir proposé dans une de ses brochures que le peuple, par référendum, choisisse la forme du régime politique qui convient à la France : gouvernement républicain centralisé, fédératif ou monarchique. Les révolutionnaires ne tolèrent pas qu'elle puisse remettre en cause la République. Ils la font interpeller et arrêter : le prétexte est ainsi trouvé par ses puissants ennemis pour la réduire au silence. Le 19 novembre 1793, le journal Le Moniteur avertit toutes les femmes qui manifesteraient la prétention de s'immiscer dans la sphère politique : « Elle voulut être homme d'État, et il semble que la loi ait puni cette conspiratrice d'avoir oublié les vertus qui conviennent à son sexe ». Ainsi, cette tentative d'affirmation de son identité féminine et la légitime revendication de l'égalité des droits civils et politiques des deux sexes, se solda par un échec.
Pierre Guyomar présenta, pour sa part, devant l'Assemblée, le 29 avril 1793, un ouvrage intitulé Le Partisan de l'égalité politique de tous les individus, dans lequel il plaide en faveur d'une application de la Déclaration et des droits qu'elle contient à l'ensemble des individus, quel que soit leur sexe.

### Droits des habitants des colonies
La Déclaration des droits de l'homme a été également critiquée en raison de sa non-application aux habitants des colonies, l'Assemblée constituante n'ayant pas aboli l'esclavage à Saint-Domingue ni décidé l'égalité politique des étrangers et des autochtones. Ce n’est que le 29 août 1793 que la Déclaration déclarant que tous les hommes naissent et demeurent libres sera appliquée à Saint-Domingue, par Sonthonax, l'esclavage ayant été aboli le 23 juin de la même année par la nouvelle Déclaration des droits de l’Homme.

## Applicabilité juridique
L'application de ce texte a été critiquée, notamment par les positivistes.
Sous la IIIe République, les lois constitutionnelles des 24 et 25 février et 16 juillet 1875 ne renvoyaient pas à la Déclaration de 1789. Mais Maurice Hauriou (1856-1929) et Léon Duguit (1859-1928), deux éminents juristes, ont soutenu qu'elle avait une valeur juridique. La thèse de Duguit a été combattue d'abord par Adhémar Esmein (1848-1913) puis par Raymond Carré de Malberg (1861-1935). Celui-ci a écrit : « La Déclaration des Droits de l'homme et du citoyen, si tant est qu'elle soit toujours en vigueur, n'a donné qu'une formule philosophique trop vague pour enchaîner le législateur ».
Sous la IVe République, la Constitution du 27 octobre 1946 comporte, d'une part, un préambule qui renvoie à la Déclaration de 1789 et, d'autre part, un article 81 qui dispose que « tous les nationaux français et les ressortissants de l'Union française ont la qualité de citoyen de l'Union française qui leur assure la jouissance des droits et libertés garantis par le préambule ». Dès 1947, l'ordre judiciaire reconnaît que la Déclaration de 1789 est un texte de droit positif : le 22 janvier, en se fondant sur l'article 6 de la Déclaration, le tribunal civil de la Seine déclare nulle la condition insérée dans son testament, par une grand-mère, révoquant un legs fait au profit de sa petite-fille au cas où celle-ci épouserait un juif,. Ce n'est que le 7 juin 1957 que le Conseil d'État accepte, pour la première fois, d'examiner au fond un moyen tiré de la méconnaissance de la Déclaration de 1789, en l'occurrence de ses articles 8, 9 et 10.
Sous la Ve République, le préambule de la Constitution du 4 octobre 1958 renvoie à la Déclaration de 1789. Le Conseil constitutionnel a d'abord attribué valeur constitutionnelle par sa décision du 16 juillet 1971, Liberté d'association qui fonde la doctrine du « bloc de constitutionnalité », selon l'expression de Louis Favoreu. Cette décision vise « la Constitution (de 1958) et notamment son préambule », or le préambule de la Constitution de 1958 rappelle que la Déclaration des droits de l'homme et du citoyen reste en vigueur.
À partir de cette décision, le Conseil constitutionnel, se posera de plus en plus comme le défenseur des droits et libertés publiques constitutionnelles, mais surtout sur la base du renvoi au préambule de l'ancienne Constitution de 1946. Cette tendance est encore accentuée depuis l'instauration de la Question Prioritaire de Constitutionnalité (QPC) par la révision constitutionnelle du 23 juillet 2008, permettant un contrôle a posteriori des lois par le Conseil constitutionnel.

## Postérité

### Du point de vue juridique
La Déclaration de 1789 a inspiré, au XIXe siècle, un grand nombre de textes similaires dans de nombreux pays d’Europe et d’Amérique latine. La tradition révolutionnaire française est également présente dans la Convention européenne des droits de l'homme signée à Rome le 4 novembre 1950.
En France, d'autres droits ayant une valeur constitutionnelle sont apparus depuis la déclaration de 1789.
Ce sont tout d'abord ceux qui figurent dans le préambule de la Constitution du 27 octobre 1946, et qui sont repris dans le préambule de la Constitution de 1958 qui y fait référence :
- égalité des droits entre l'homme et la femme ;
- droit d'asile pour tout homme persécuté en raison de son action en faveur de la liberté ;
- droit d'obtenir un emploi ;
- droit à défendre ses intérêts par l'action syndicale ;
- droit de grève ;
- droit d'obtenir de la collectivité des moyens convenables d'existence

Ces droits sont appelés droits sociaux. Le dernier droit (obtenir des moyens convenables d'existence) découle d'une définition différente du mot « droit » : la Déclaration des droits de l'homme et du citoyen détermine la légitimité des actes, alors que ces droits définissent des garanties matérielles.
Ce sont ensuite ceux qui figurent dans la Charte de l'environnement, adoptée en 2004, notamment celui qui figure dans l’article 1 de cette charte : « Chacun a le droit de vivre dans un environnement équilibré et respectueux de la santé. »
Dans une décision rendue 31 janvier 2020, le Conseil constitutionnel fait primer le préambule de la Charte de l’environnement et le onzième alinéa du préambule de la Constitution de 1946 sur l’article 4 de la Déclaration des droits de l’homme et du citoyen de 1789, consacrant la préservation de l’environnement comme enjeu supérieur à la liberté d'entreprendre, y compris pour les effets que les effets à l'étranger d'activités exercées en France.

### Du point de vue historique
La première traduction en espagnol a été l’œuvre du Colombien Antonio Nariño (1765-1823), qui a diffusé le texte imprimé en 80 à 100 exemplaires dès 1793, alors que commençait la lutte pour l'Indépendance dans la vice-royauté espagnole de la Nouvelle Grenade.
Depuis 2003, l'ensemble des documents divers ayant trait à la proclamation et à l’entrée en vigueur du texte de la Déclaration des droits de l'homme et du citoyen est classée par l'UNESCO sur le registre « Mémoire du monde » recensant les collections du patrimoine documentaire d’intérêt universel, dans le but d'en assurer la préservation.
Cet ensemble de documents, qui prennent sens l’un par rapport à l’autre, est conservé par les Archives nationales et la Bibliothèque nationale de France, qui ont fait une proposition de classement conjointe. C’est par leur réunion que l’on comprend la portée tant symbolique que politique de la Déclaration, ainsi que le contexte historique dans lequel elle a été rédigée.
- Les archives possèdent un ensemble de documents, dont la version originale manuscrite de la Déclaration des droits de l'homme et du citoyen de 1789. De la confrontation de toutes les variantes existantes du texte de la Déclaration, il ressort que l’on se trouve en présence de six états différents, depuis le début des débats jusqu’à la promulgation de la Constitution de 1791 et non, comme semblent toujours l’indiquer les historiens et le laisser penser la mémoire collective, d’un texte unique. Figure également dans cet ensemble, un billet autographe de Louis XVI portant acceptation du texte précédent : « J’accepte purement et simplement les articles de la Constitution et la Déclaration des droits de l’homme que l’Assemblée nationale m’a présentés. Le 5 octobre 1789. Louis ».
- La Bibliothèque nationale possède, quant à elle, la première édition de la Déclaration des droits de l’homme et du citoyen mise au point au cours de l’été 1789 par l’Assemblée nationale à Paris. Cette édition est le premier élément de diffusion auprès de la classe politique ainsi que la première trace imprimée des premiers articles constitutionnels existant en France. Sur le plan historique, l’importance de cet exemplaire est capitale. Extrait des procès-verbaux de l’Assemblée nationale, des 20, 21, 22, 23, 24, 26 août et 1er octobre 1789, Déclaration des droits de l’homme en société Slnd (publié par Baudoin, imprimé à Versailles en 1789). Cette pièce complète l’ensemble du Centre historique des Archives nationales. Elle est sans doute la toute première édition des procès-verbaux en question. En effet, Baudoin, membre de l’assemblée du tiers état de Paris pour l’élection aux États généraux de 1789, avait été nommé imprimeur de l’Assemblée nationale en juin 1789 et avait été chargé de l’édition de l’impression des procès-verbaux des séances.

Quelques odonymes contenant la date du 26 août 1789 rappellent, en France, l'adoption finale de la Déclaration des droits de l'homme.